# 大廻駅
大廻駅（おおめぐりえき）は、鹿児島県姶良郡福山町福山（現在の霧島市福山町福山）にかつて存在した、日本国有鉄道（国鉄）大隅線の駅（廃駅）である。大隅線の廃止に伴い、1987年（昭和62年）3月14日に廃駅となった。

## 歴史
- 1972年（昭和47年）9月9日：古江線の海潟温泉駅 - 国分駅間の延伸開業と同時に新設。同時に路線名改称により大隅線の駅となる[1]。無人駅[2]。
- 1987年（昭和62年）3月14日：大隅線の全線廃止に伴い、廃駅となる[1]。

## 駅構造
単式ホーム1面1線を有する駅であり、無人駅であった。ホーム上に待合所を併設していたが、駅舎は無かった。

## 廃止後の現状
- 駅跡地は農道に転用され、その跡形はほとんど残っていない。学校法人オレンジ学園が建っている付近が、当駅の跡である。

※2009年現在。

## 隣の駅
日本国有鉄道
大隅線
大隅境駅 - 大廻駅 - 大隅福山駅